# Hieracium sect. Oreadea
La sezione  Hieracium sect. Oreadea  (Fr.) Arv.-Touv. è una sezione di piante angiosperme dicotiledoni del genere Hieracium della famiglia delle Asteraceae.

## Etimologia
Il nome del genere deriva dalla parola greca hierax o hierakion (= sparviere, falco). Il nome del genere è stato dato inizialmente dal botanico francese Joseph Pitton de Tournefort (1656 - 1708) rifacendosi probabilmente ad alcuni scritti del naturalista romano Gaio Plinio Secondo (23 - 79) nei quali, secondo la tradizione, i rapaci si servivano di questa pianta per irrobustire la loro vista.
Il nome scientifico della sezione è stato definito dai botanici Jean Maurice Casimir Arvet-Touvet (1841-1913) e Elias Magnus Fries (1794-1878).

## Descrizione

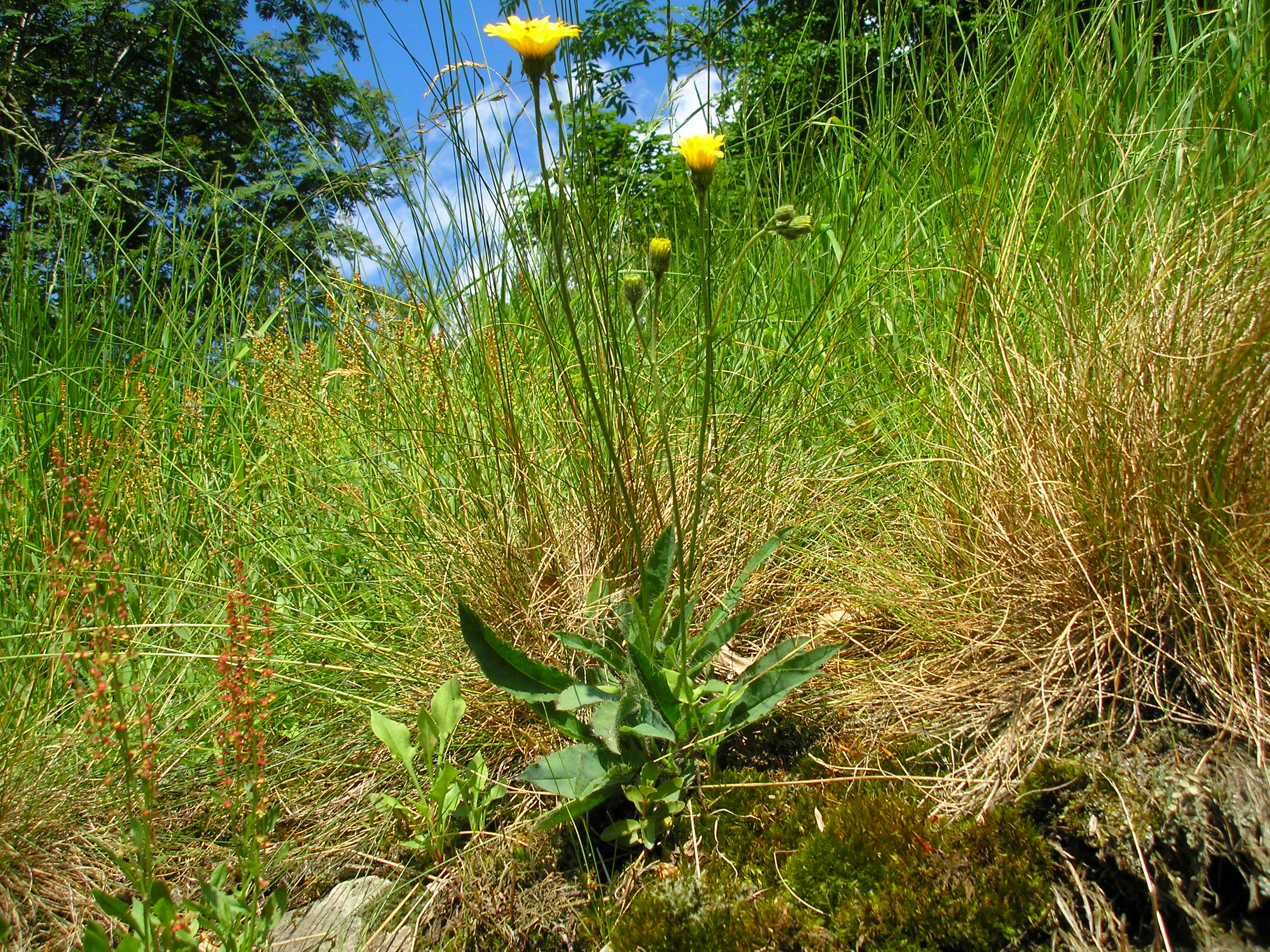
Il portamento
Hieracium schmidtii

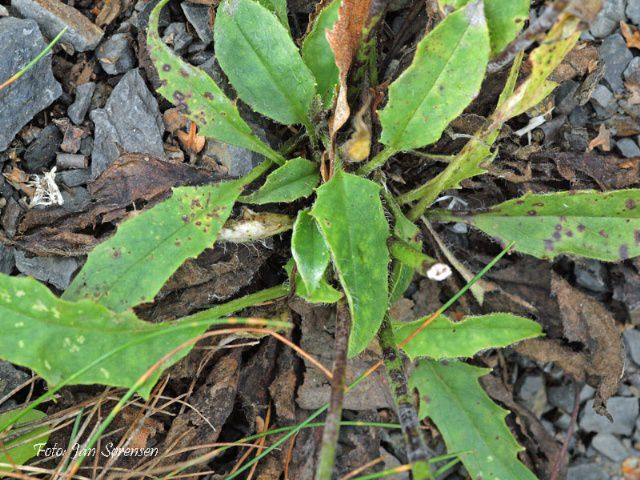
Le foglie
Hieracium schmidtii

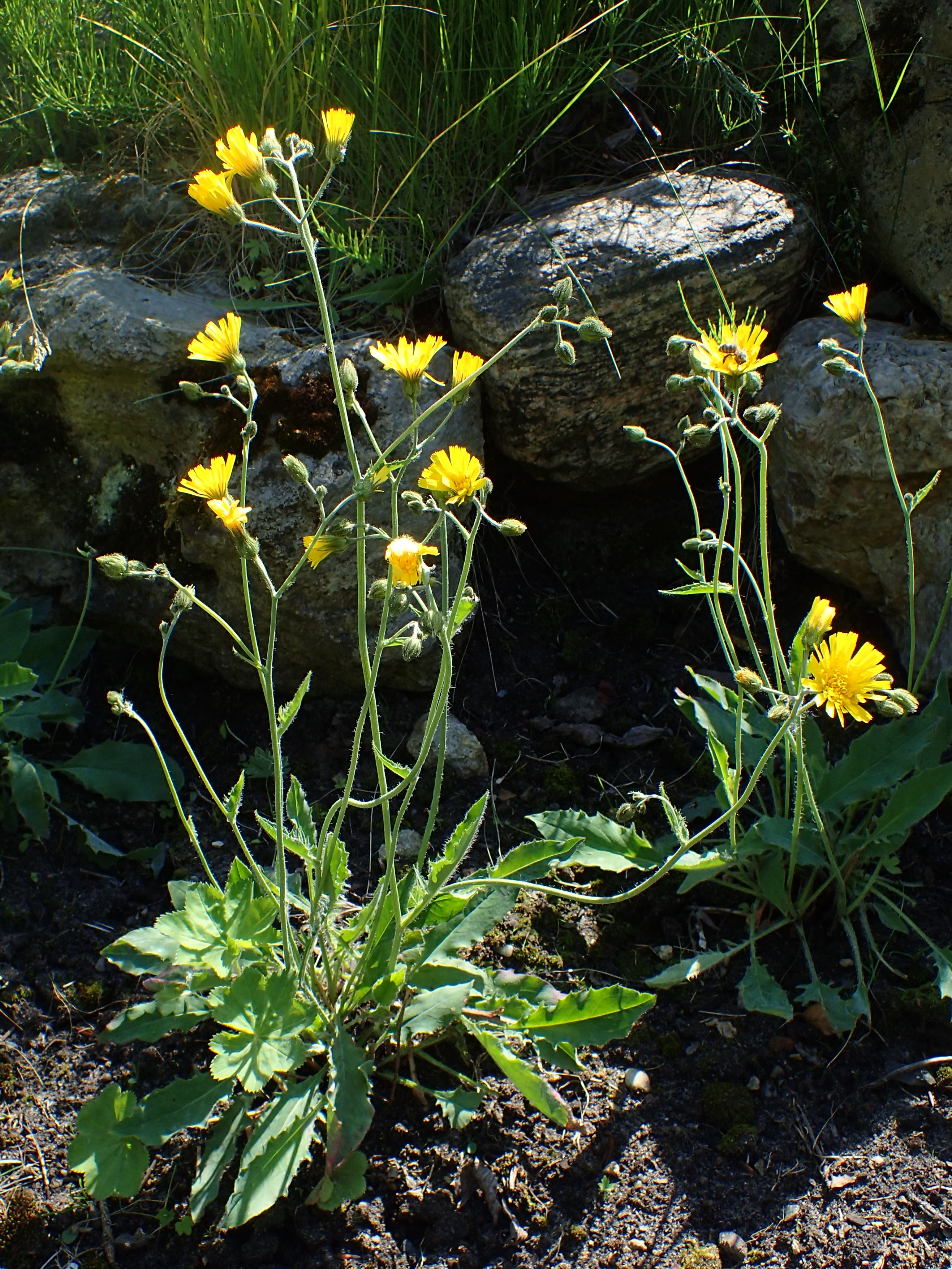
Infiorescenza
Hieracium glaucinum

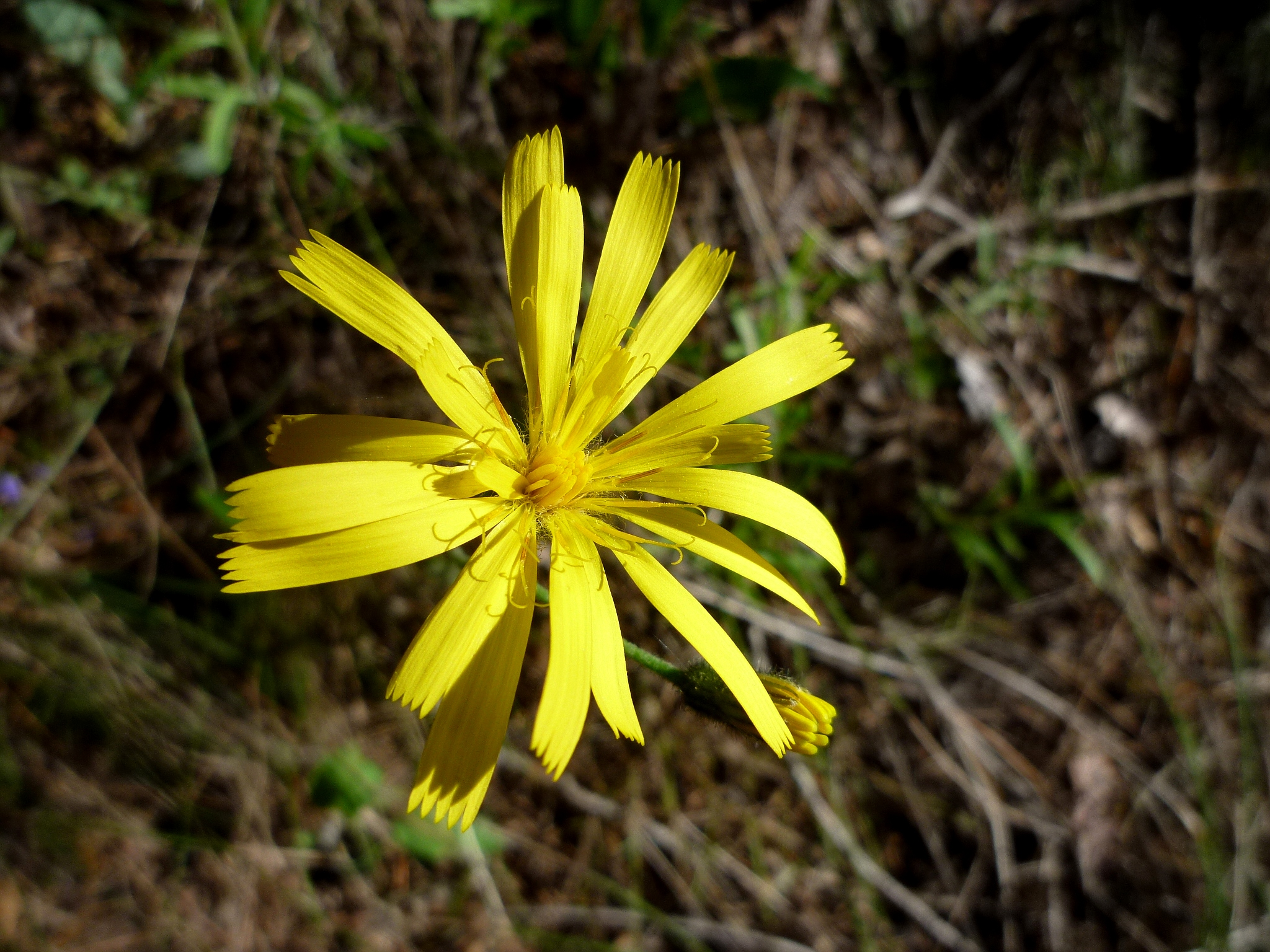
I fiori
Hieracium glaucinum

Habitus. La forma biologica prevalente è emicriptofita scaposa (H scap), ossia in generale sono piante erbacee (e aromatiche), a ciclo biologico perenne, con gemme svernanti al livello del suolo e protette dalla lettiera o dalla neve, inoltre spesso hanno l'asse fiorale eretto e privo di foglie (piante scapose), oppure le foglie basali sono assenti alla fioritura (piante afillopode). Alcune specie possono anche avere la forma biologica di tipo emicriptofita rosulata (H ros), ossia con foglie disposte a formare una rosetta basale e presenti alla fioritura (piante fillipode -  raramente sono hypofillopode). Queste piante sono anche provviste di lattice (i vasi latticiferi sono anastomizzati), ma sono prive di stoloni; inoltre i peli ghiandolari e quelli stellati sono poco presenti.
Radici. Le radici sono secondarie da rizoma.
Fusto. La parte aerea del fusto è eretta o ascendente con ramosità più o meno copiosa. La superficie può essere sia glabra che pelosa. Il colore è verde-glauco, in basso può tingersi di rossastro. Le piante di questa sezione possono raggiungere un'altezza massima di 2 - 4 dm. La parte sotterranea spesso è un fittone.
Foglie. Le foglie si dividono in basali e cauline disposte in modo alterna. Le foglie basali (da 4 a 8) sono attenuate e più o meno brevemente picciolate; la lamina varia da ellittica a obovata. Le foglie cauline (da 0 a 4) sono glauche con le pagine superiori macchiate e peli setosi ai margini; sono in genere sessili e progressivamente ridotte e con lamine più strette.
Infiorescenza. La sinflorescenza è del tipo forcato o lassamente paniculato con 1 - 3 rami con diversi capolini. L'acladio è di 1,5 – 5 cm. Le infiorescenze vere e proprie sono formate da un peduncolo (i peduncoli sono avvolti da 1 - 5 brattee fogliacee) che sorregge un involucro composto da diverse brattee (o squame) disposte su 2 serie in modo embricato, all'interno delle quali un ricettacolo fa da base ai fiori tutti ligulati. L'involucro ha delle forme da emisferiche o ovoidi fino a ellissoidi. Le brattee si dividono in esterne (non sempre presenti) e interne; quelle esterne (formano quasi un calice) sono da poche a una dozzina con forme da deltate a lanceolate o lineari; quelle interne possono arrivare a due dozzine ed hanno delle forme lineari-lanceolate con margini scariosi e apici acuminati con forme ottuse. Il ricettacolo è nudo, ossia senza pagliette a protezione della base dei fiori, e alveolato (gli alveoli al margine sono brevemente dentati).  Dimensione dell'involucro: 10 – 12 mm.
Fiori. I fiori (da 6 a 150) sono tutti del tipo ligulato, tetra-ciclici (ossia sono presenti 4 verticilli: calice – corolla – androceo – gineceo) e pentameri (ogni verticillo ha 5 elementi). I fiori sono inoltre ermafroditi e zigomorfi. In alcuni casi i fiori femminili sono "stilosi".
- Formula fiorale:

*/x K {\displaystyle \infty }, [C (5), A (5)], G 2 (infero), achenio
- Calice: i sepali del calice sono ridotti ad una coroncina di squame.
- Corolla: le corolle sono formate da un tubo e da una ligula terminante con 5 denti; il colore è giallo o giallo saturo. Le ligule sono lunghe oltre l'involucro e spesso sono cigliate.
- Androceo: gli stami sono 5 con filamenti liberi, mentre le antere sono saldate in un manicotto (o tubo) circondante lo stilo.[15] Le antere alla base sono acute. Il polline è tricolporato.[16]
- Gineceo: lo stilo è giallo, è filiforme e peloso sul lato inferiore; gli stigmi dello stilo sono due divergenti. L'ovario è infero uniloculare formato da 2 carpelli. La superficie stigmatica è posizionata internamente (vicino alla base).[17]

Frutti. I frutti sono degli acheni con pappo. Gli acheni sono scuri (castano scuro) a forma colonnare-obconica (o più o meno cilindrica) e sono ristretti alla base (e ingrossati all'apice), mentre la superficie (liscia o appena rugosa) è provvista di 8 - 10 coste che nella parte apicale confluiscono in un orlo anulare. Il pappo è formato da 20 a 80 setole biancastre (o giallastre) semplici disposte su due serie (quelle interne sono più lunghe e più rigide, quelle esterne sono fragili). Dimensione degli acheni: 2,8 – 3 mm.

## Biologia
Antesi: la fioritura è tardo-primaverile (fino a estiva).

Impollinazione: l'impollinazione avviene tramite insetti (impollinazione entomogama tramite farfalle diurne e notturne).

Riproduzione: la fecondazione avviene fondamentalmente tramite l'impollinazione dei fiori (vedi sopra).

Dispersione: i semi (gli acheni) cadendo a terra sono successivamente dispersi soprattutto da insetti tipo formiche (disseminazione mirmecoria). In questo tipo di piante avviene anche un altro tipo di dispersione: zoocoria. Infatti gli uncini delle brattee dell'involucro (se presenti) si agganciano ai peli degli animali di passaggio disperdendo così anche su lunghe distanze i semi della pianta.

## Distribuzione e habitat
Le specie di questo gruppo frequentano le rupi e i pendii sassosi a quote medio-alte delle Alpi e in parte degli Appennini.

## Tassonomia
La famiglia di appartenenza di questa voce (Asteraceae o Compositae, nomen conservandum) probabilmente originaria del Sud America, è la più numerosa del mondo vegetale, comprende oltre 23.000 specie distribuite su 1.535 generi, oppure 22.750 specie e 1.530 generi secondo altre fonti (una delle checklist più aggiornata elenca fino a 1.679 generi). La famiglia attualmente (2021) è divisa in 16 sottofamiglie.

### Filogenesi
Il genere di questa voce appartiene alla sottotribù Hieraciinae della tribù Cichorieae (unica tribù della sottofamiglia Cichorioideae). In base ai dati filogenetici la sottofamiglia Cichorioideae è il terz'ultimo gruppo che si è separato dal nucleo delle Asteraceae (gli ultimi due sono Corymbioideae e Asteroideae). La sottotribù Hieraciinae fa parte del "quinto" clade della tribù; in questo clade è posizionata alla base ed è "sorella" al resto del gruppo comprendente, tra le altre, le sottotribù Microseridinae e Cichoriinae. Il genere  Hieracium (insieme al genere Pilosella) costituisce il nucleo principale della sottotribù Hieraciinae e forma (insieme ad altri generi minori) un "gruppo fratello" posizionato nel "core" delle Hieraciinae.
Il genere Hieracium è un genere estremamente polimorfo con maggioranza di specie apomittiche. Di questo genere sono descritte circa 1000 specie sessuali e oltre 3000 specie apomittiche, delle quali circa 250 e più sono presenti nella flora spontanea italiana.
I caratteri distintivi per il genere Hieracium sono:
- le piante non sono tutte vischiose;
- i fusti e le foglie hanno peli semplici o ghiandolari;
- i capolini sono numerosi;
- il colore dei fiori in genere è giallo carico;
- i rami dello stilo sono lunghi;
- le coste dell'achenio confluiscono in un anello;
- il pappo è formato da due serie di setole.

Le specie di questo genere, provviste di molte sottospecie, formano degli aggregati o sezioni con diverse specie incluse, altre sono considerati "intermediare" (o impropriamente ibridi in quanto queste specie essendo apomittiche non si incrociano e quindi non danno prole feconda) con altre specie. A causa di ciò si pongono dei problemi di sistematica quasi insolubili e per avere uno sguardo d'insieme su questa grande variabilità può essere necessario assumere un diverso concetto di specie. Qui in particolare viene seguita la suddivisione in sezioni del materiale botanico così come sono elencate nell'ultima versione della "Flora d'Italia".
La sezione XIX Oreadea comprende specie con una distribuzione disgiunta rispetto alle sezioni affini come sect. Hieracia, sect. Bifida e sect. Vulgata.
I caratteri distintivi per le specie di questa sezione sono:
- i peli ghiandolari e quelli stellati sono poco presenti;
- le specie di questo gruppo sono piante di tipo fillopode (raramente sono hypofillopode);
- le foglie basali sono attenuate e più o meno brevemente picciolate;
- le foglie cauline (da 0 a 4) sono glauche con le pagine superiori macchiate e peli setosi ai margini;
- la fioritura è tardo-primaverile (fino a estiva).

Il numero cromosomico delle specie della sezione è: 2n = 27 e 36 (specie diploidi, triploidi, tetraploidi e pentaploidi).

### Specie della flora italiana
Nella flora spontanea italiana, per la sezione di questa voce, sono presenti le seguenti specie (principali e secondarie o derivate):
Specie principale. Hieracium schmidtii Tausch, 1828 - Sparviere a foglie setolose: l'altezza massima della pianta è di 20 – 35 cm (massimo 50 cm); il ciclo biologico è perenne; la forma biologica è emicriptofita scaposa (H scap), ma anche emicriptofita rosulata (H ros); il tipo corologico è Ovest Europeo (Subatlantico); l'habitat tipico sono le rupi e i pendii sassosi su silice; in Italia è una specie molto rara e si trova nelle Alpi e Appennini fino ad una quota compresa tra 250 e 2.000 m s.l.m.. Per questa specie sono riconosciute 61 sottospecie.
Caratteri principali: sulla pagina superiore delle foglie sono presenti dei densi peli semplici curvo-setosi.
Specie principale. Hieracium glaucinum Jord., 1848 - Sparviere precoce: l'altezza massima della pianta è di 20 – 40 cm (massimo 65 cm); il ciclo biologico è perenne; la forma biologica è emicriptofita scaposa (H scap), ma anche emicriptofita rosulata (H ros); il tipo corologico è Ovest Europeo (Subatlantico); l'habitat tipico sono le boscaglie termofile e i castagneti; in Italia è una specie rara e si trova su tutto il territorio alpino fino ad una quota compresa tra 150 e 2.000 m s.l.m.. Per questa specie sono riconosciute 74 sottospecie.
Caratteri principali: i margini, e la pagina inferiore, delle foglie sono ricoperte da densi peli semplici, lunghi 2 - 4 mm, bianchi e molli fino a sub-setosi.
Specie secondarie collegate a Hieracium glaucinum:
| Specie                                                    | Caratteri                                                         | Habitat                            | Distribuzione italiana                    | sottospecie                      |
| --------------------------------------------------------- | ----------------------------------------------------------------- | ---------------------------------- | ----------------------------------------- | -------------------------------- |
| Hieracium aspromontanum Brullo, Scelsi & Spamp., 2001[25] |                                                                   | Rupi e pendii sassosi              | Aspromonte (Calabria) - Molto rara        |                                  |
| Hieracium pollinense Zahn, 1901[26]                       |                                                                   | Rupi calcaree                      | Monte Pollino (Calabria) - Molto rara     |                                  |
| Hieracium mattiroloanum Arv.-Touv. & Belli, 1904[27]      | Tra la specie H. pictum e la specie H. schmidtii                  | Pendii sassosi                     | Bagni di Lucca (Toscana) - Molto rara     | 3 sottospecie presenti in Italia |
| Hieracium onosmoides Fr., 1848[28]                        | Più simile alla specie H. schmidtii che alla specie H. lachenalii | Pendii sassosi su silice           | Macugnaga (Piemonte) - Molto rara         | 2 sottospecie presenti in Italia |
| Hieracium semicanescens Gottschl., 2009[29]               | Più simile alla specie H. schmidtii che alla specie H. bornetii   | Pendii sassosi                     | Pievepelago (Emilia-Romagna) - Molto rara |                                  |
| Hieracium viride Arv.-Touv., 1886[30]                     | Tra la specie H. umbrosum e la specie H. schmidtii                | Pendii sassoi e lariceto su silice | Val di Susa (Piemonte) - Molto rara       | 4 sottospecie presenti in Italia |
| Hieracium kofelicum Gottschl., 2000[31]                   | Più simile alla specie H. schmidtii che alla specie H. villosum   | Cespuglieti                        | Val Venosta (Alto Adige) - Molto rara     |                                  |
| Hieracium rupicoliforme Zahn, 1901[32]                    | Tra la specie H. schmidtii e la specie H. pallescens              | Lariceto siliceo                   | Val Venosta (Alto Adige) - Molto rara     | 2 sottospecie presenti in Italia |
| Hieracium cirritogenes Zahn, 1916[33]                     | Tra la specie H. schmidtii e la specie H. cirritum                | Prati sassosi su silice            | Ormea (Piemonte) - Molto rara             |                                  |

#### Specie italiane alpine
Alcune specie di questa sezione vivono sull'arco alpino. La tabella seguente mette in evidenza i dati relativi all'habitat, al substrato e alla distribuzione di alcune di queste specie alpine.
| Specie | Comunità vegetali | Piani vegetazionali | Substrato  | pH     | Livello trofico | H2O   | Ambiente          | Zona alpina |
| --- | ----------------- | ------------------- | ---------- | ------ | --------------- | ----- | ----------------- | ----------- |
| H. glaucinum | 14                | collinare montano   | Ca/Si - Si | neutro | basso           | secco | F2 F7 G4 I1 I2 I3 | CN AO TN BZ |
| H. schmidtii | 3                 | montano subalpino   | Si         | acido  | basso           | arido | C2 C3             | CN AO BZ    |
| Legenda e note alla tabella. Substrato: con “Ca/Si” si intendono rocce di carattere intermedio (calcari silicei e simili). Zona alpina: vengono prese in considerazione solo le zone alpine del territorio italiano (sono indicate le sigle delle province). Comunità vegetali: 3 = comunità delle fessure, delle rupi e dei ghiaioni; 14 = comunità forestali. Ambienti: C2 = rupi, muri e ripari sotto roccia; C3 = ghiaioni, morene e pietraie; F2 = praterie rase, prati e pascoli dal piano collinare al subalpino; F7 = margini erbacei dei boschi; G4 = arbusteti e margini dei boschi; I1 = boschi di conifere; I2 = boschi di latifoglie; I3 = querceti submediterranei. |                   |                     |            |        |                 |       |                   |             |